# Nowon (métro de Séoul)
Nowon (en (hangeul : 노원 ; hanja : 蘆原) est une station de correspondance entre la ligne 4 et la ligne 7 du métro de Séoul. Elle est située aux 69-1 Sanggye-ro et 1409 Dongil-ro , dans le quartier Seoknam-dong, arrondissement Seo-gu de Séoul, en Corée du Sud. 
Ouverte en 1985, elle devient une station de correspondance en 1996. La station est est desservie par les rames omnibus et express de la ligne 4 et les rames omnibus qui circulent sur la ligne 7.

## Situation sur le réseau

Plan du réseau (2023)

Établie en aérien et en souterrain, la station Nowon, est une station de correspondance entre la ligne 4 et la ligne 7 du métro de Séoul, : 
sur la ligne 4, établie en aérien, elle est située entre la station Sanggye, en direction du terminus nord-est Jinjeop, et la station Junggye en direction du terminus sud-est Oido,,
sur la ligne 7, établie en souterrain, elle est située entre la station Madeul, en direction du terminus nord-est Jangam, et la station Chang-dong en direction du terminus sud-ouest Seongnam,.

## Histoire
La station Nowon est mise en service, sur la ligne 4 du métro de Séoul, le 20 avril 1985, lors de l'ouverture à l'exploitation, des 11,8 km, de Sanggye à Université de Hansung.
Elle devient une station de correspondance avec la ligne 7 du métro de Séoul, le 11 octobre 1996, lors de l'ouverture à l'exploitation, des 19 km, de Jangam à Université de Konkuk.

## Services aux voyageurs

### Accès et accueil
Station de correspondance disposant d'une station aérienne (L4), au 69-1 Sanggye-ro, et d'une station souterraine (L7), au 1409, Dongil-ro . Elle dispose de dix bouches numérotées de 1 à 10 situées à proximité des croisements entre la Dongil-ro avec la Sanggye-ro et avec la Nohae-ro. Elle est équipée d'escaliers, escaliers mécaniques et ascenseurs pour les cheminements entre la station souterraine et la surface et la station aérienne et le sol. Elle dispose notamment de billetteries avec des automates pour l'acquisition de titres de transports.

La station
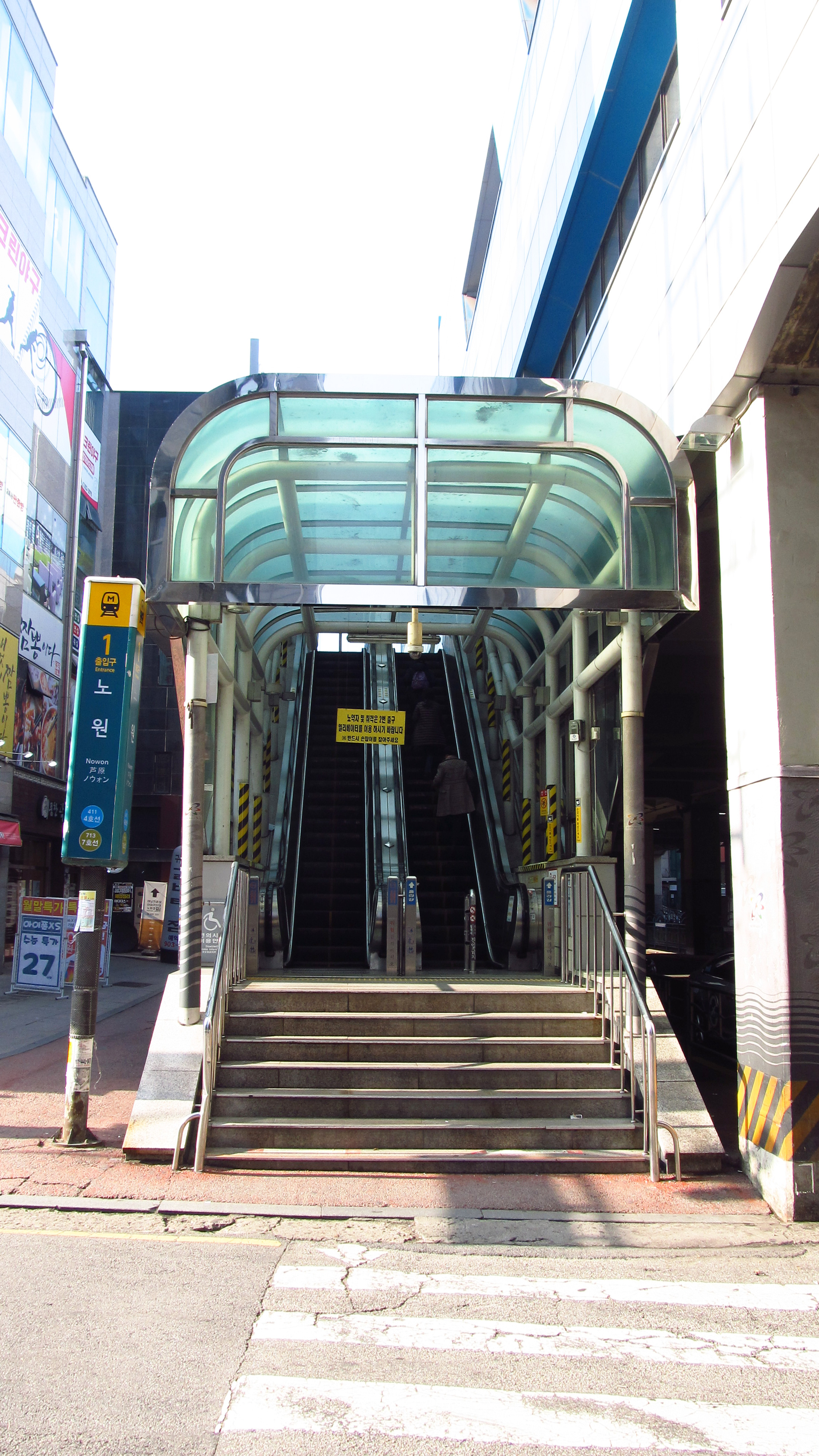
En 2018.
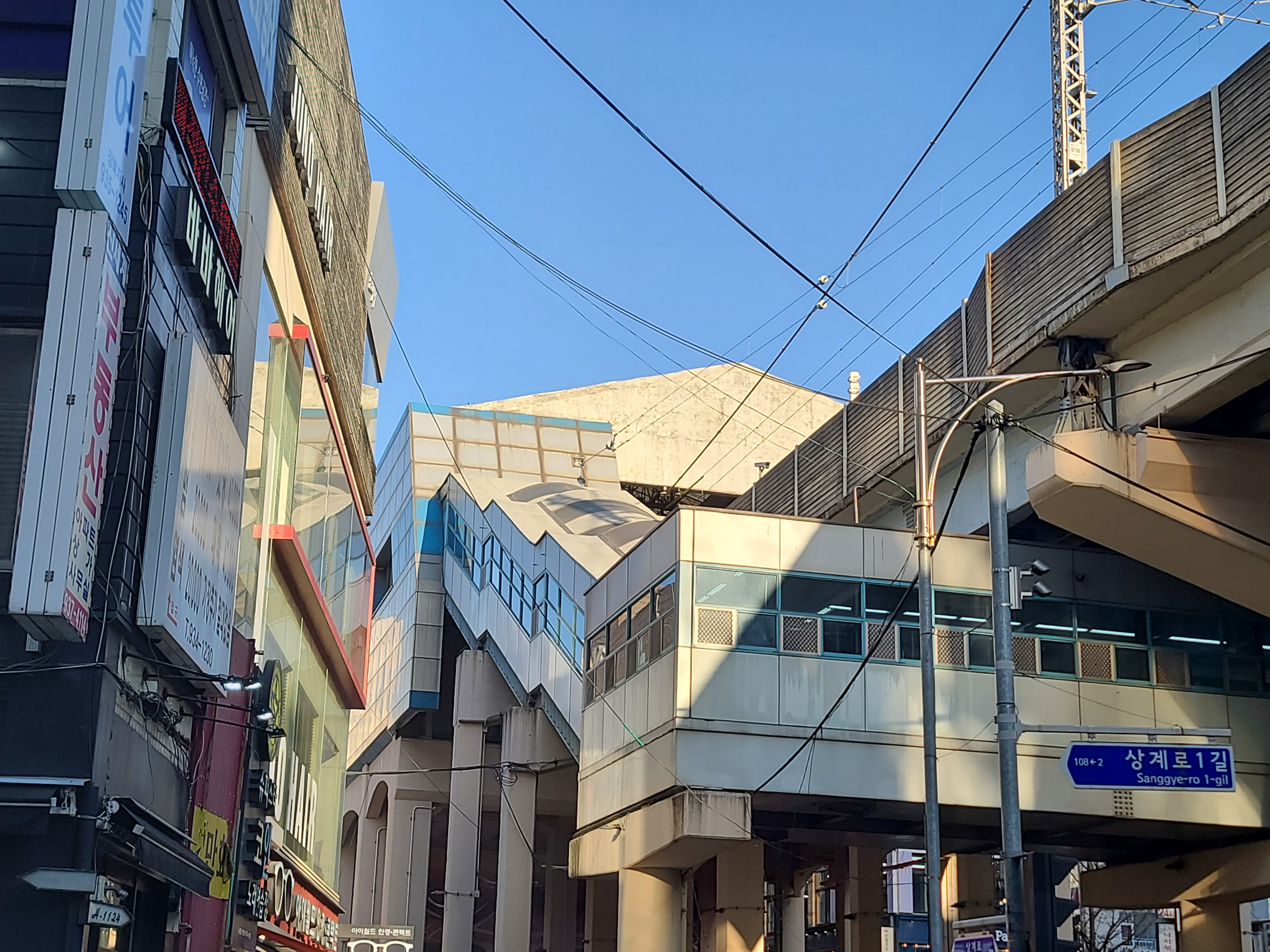
En 2023.
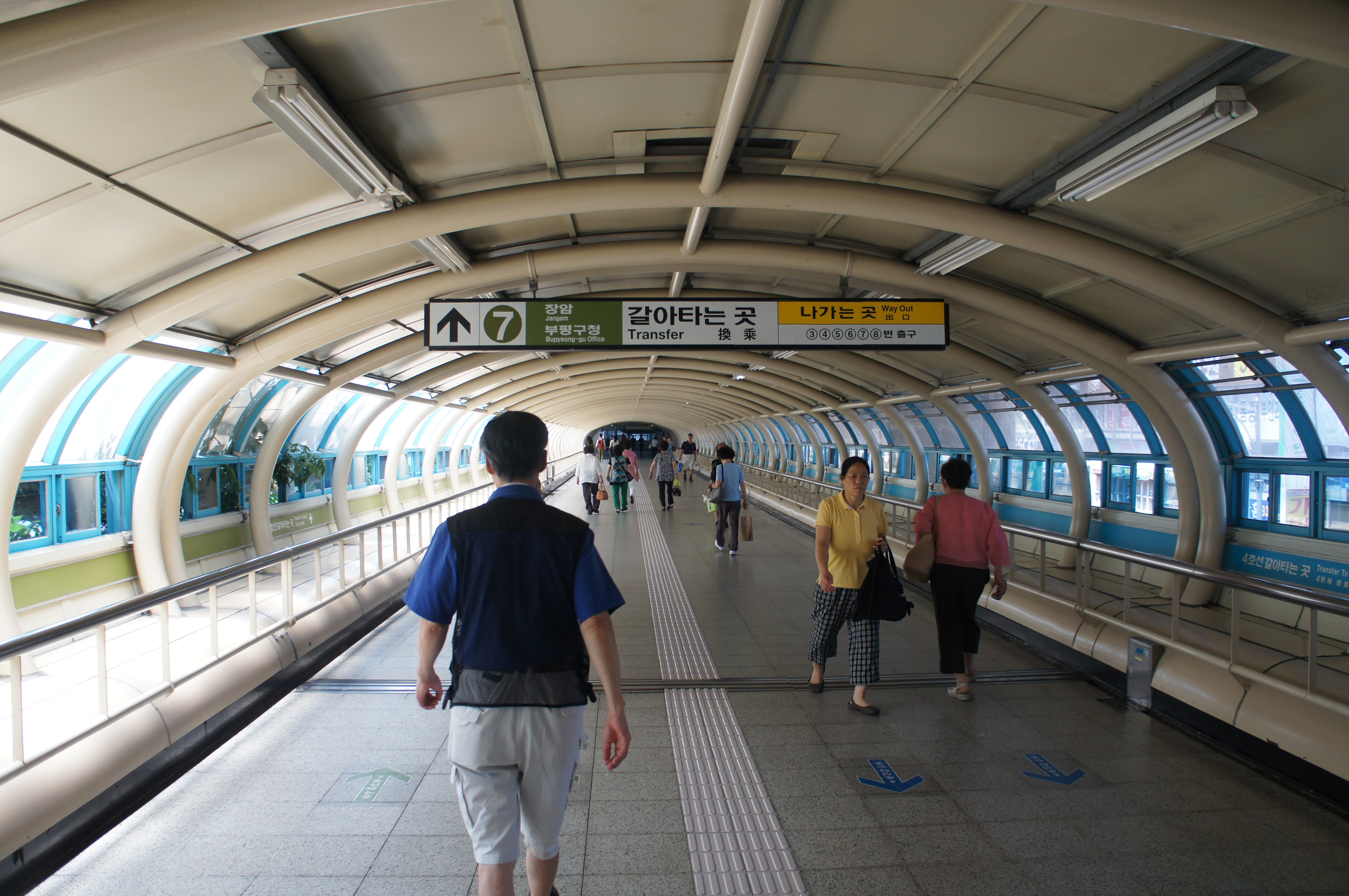
En 2013.

### Desserte

#### Station ligne 4
Nowon est desservie par les rames omnibus et express, qui circulent sur la ligne 4. La station aérienne est aménagée avec deux quais latéraux équipés de portes palières.

Installations
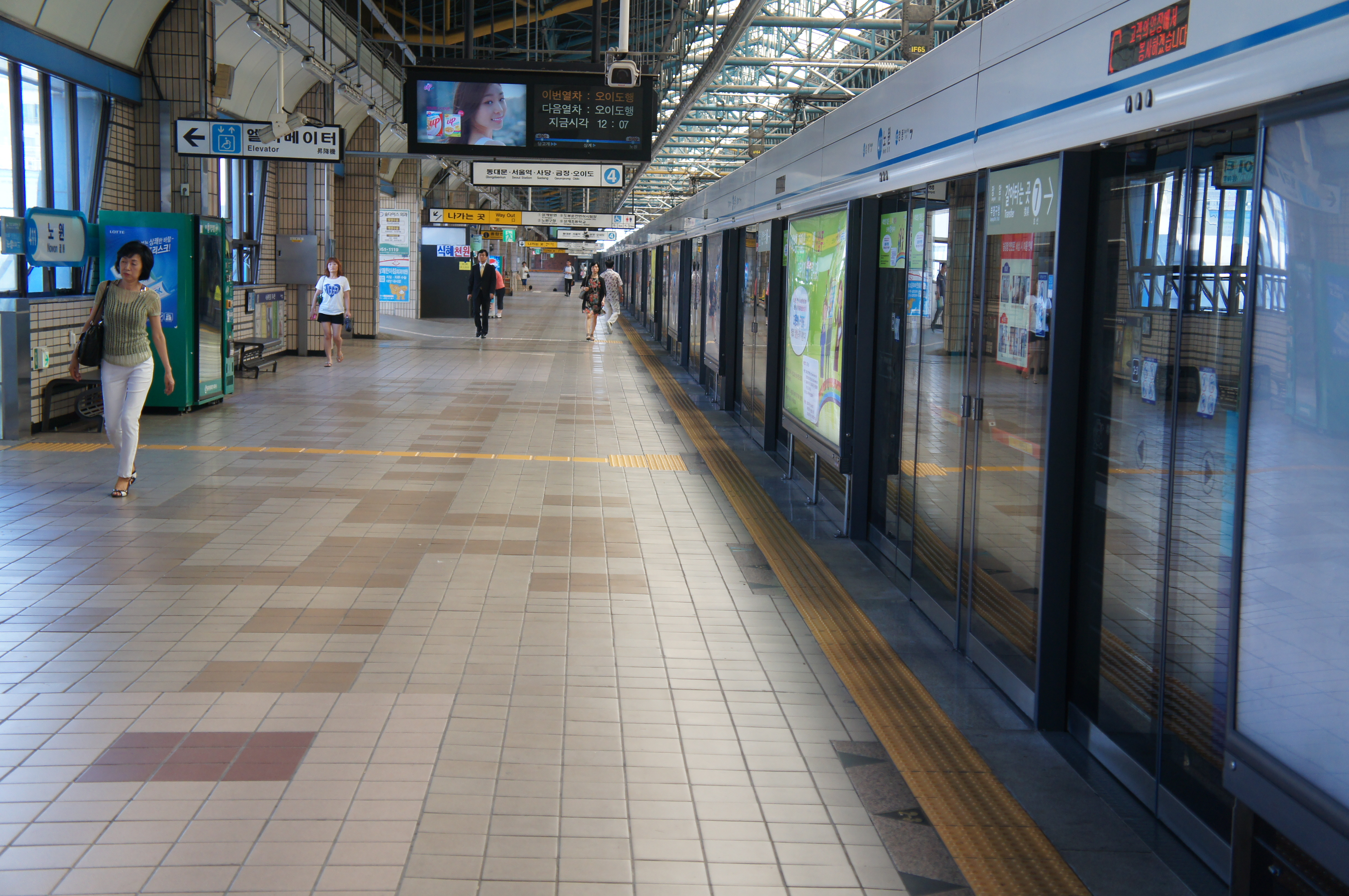
En 2013.
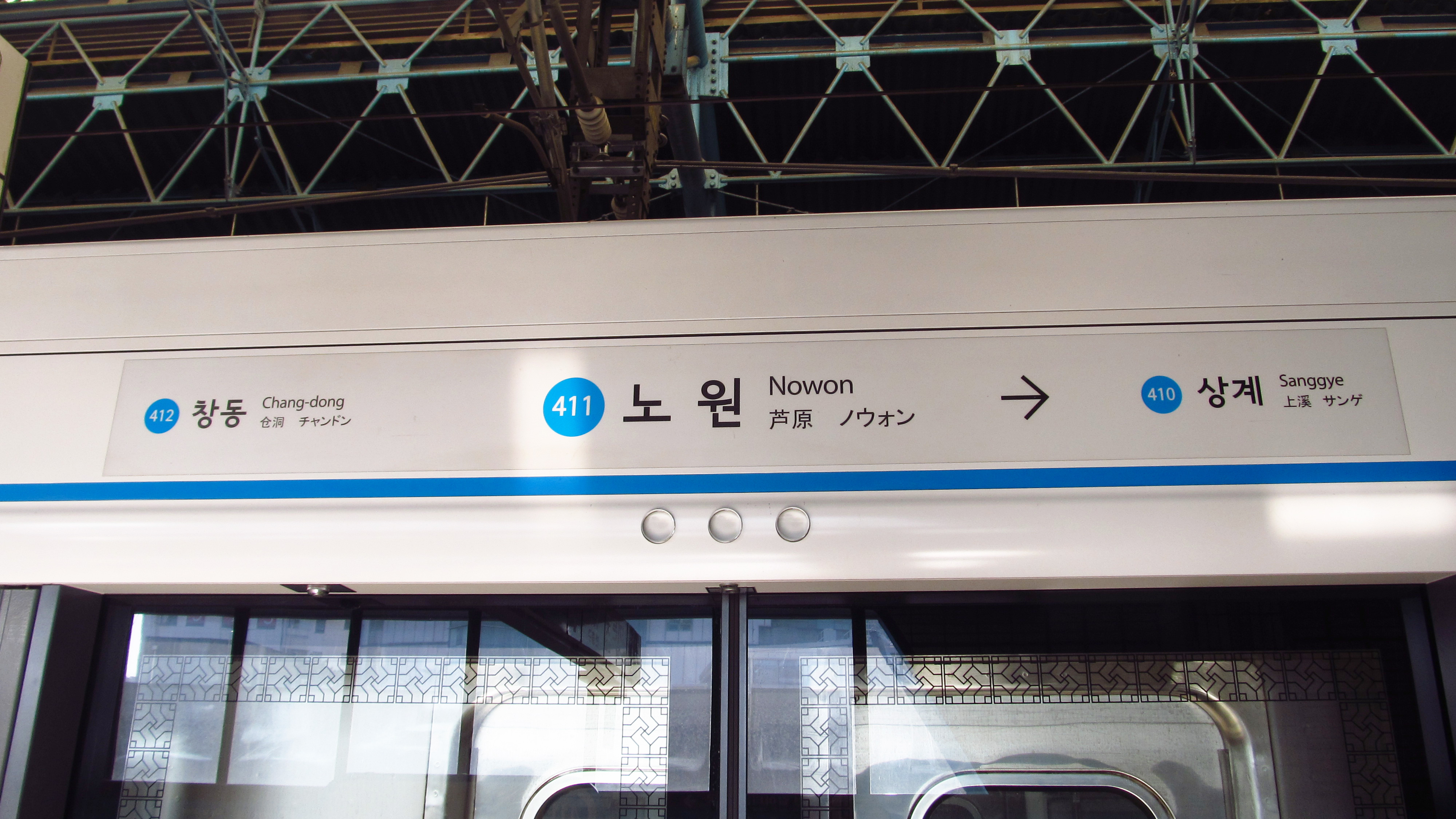
En 2018.
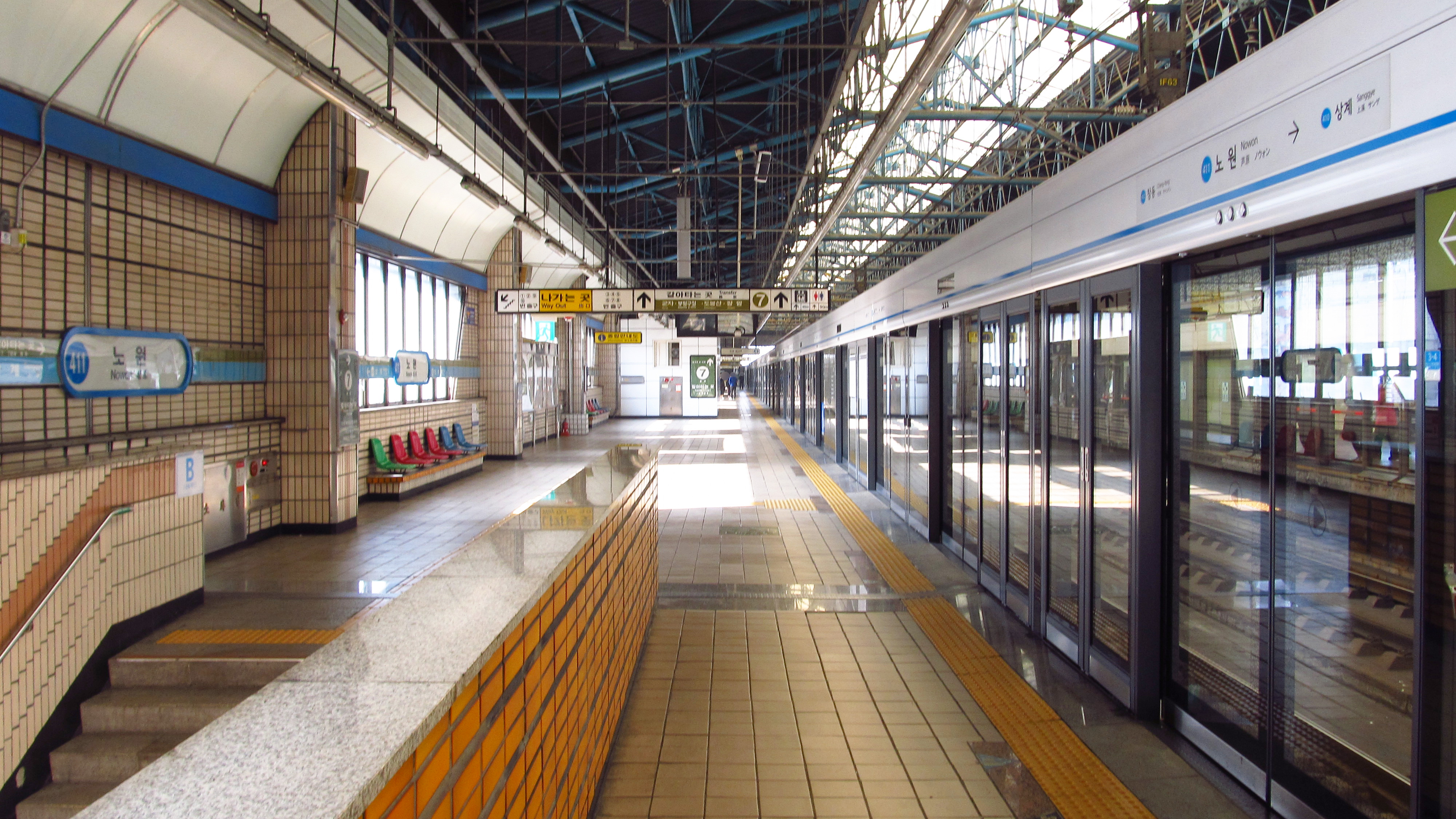
En 2018

#### Station ligne 7
Nowon est desservie par les rames omnibus et express, qui circulent sur la ligne 4. La station souterraine est aménagée avec un quais central équipés de portes palières.

Installations
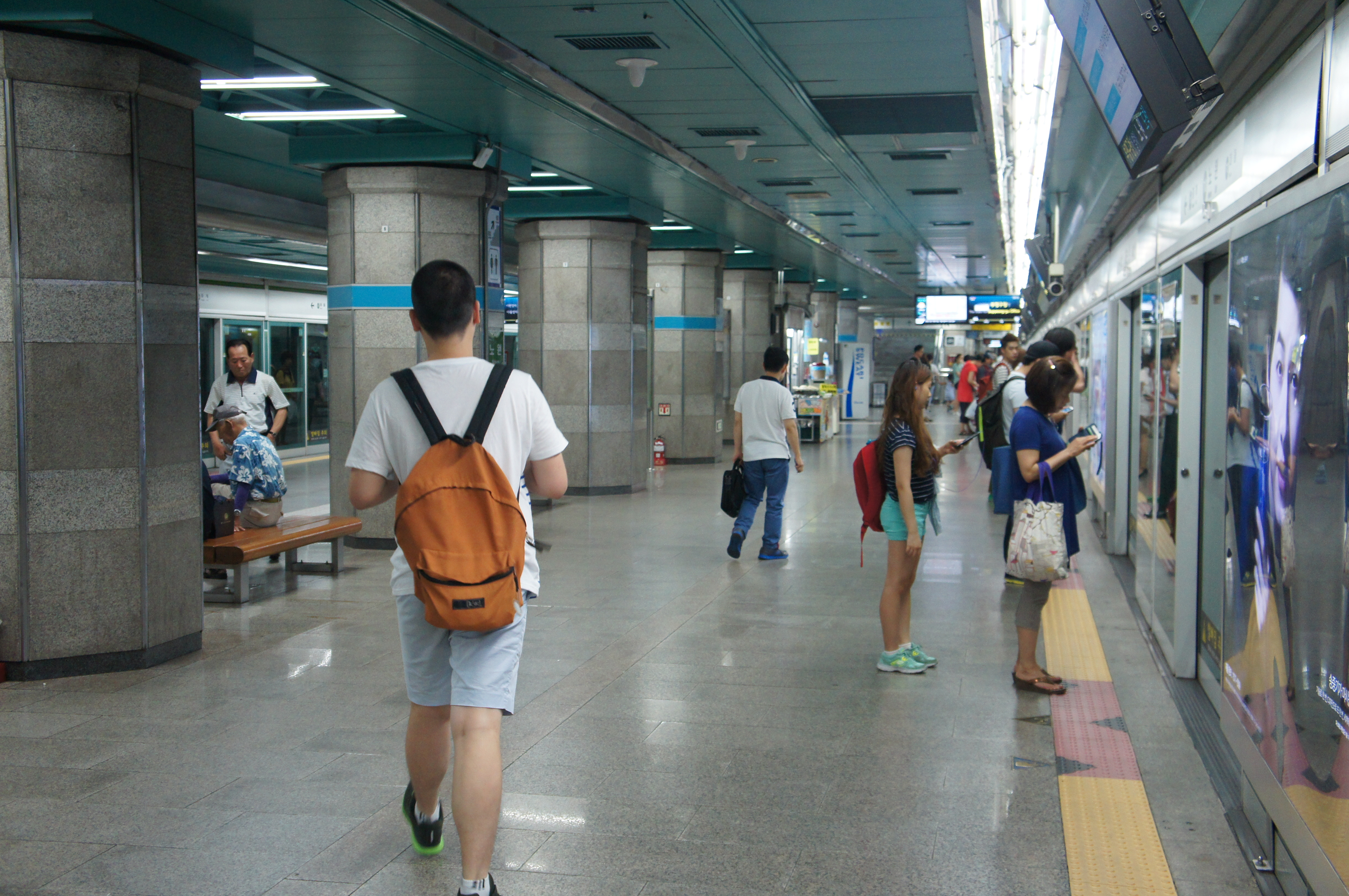
En 2013.
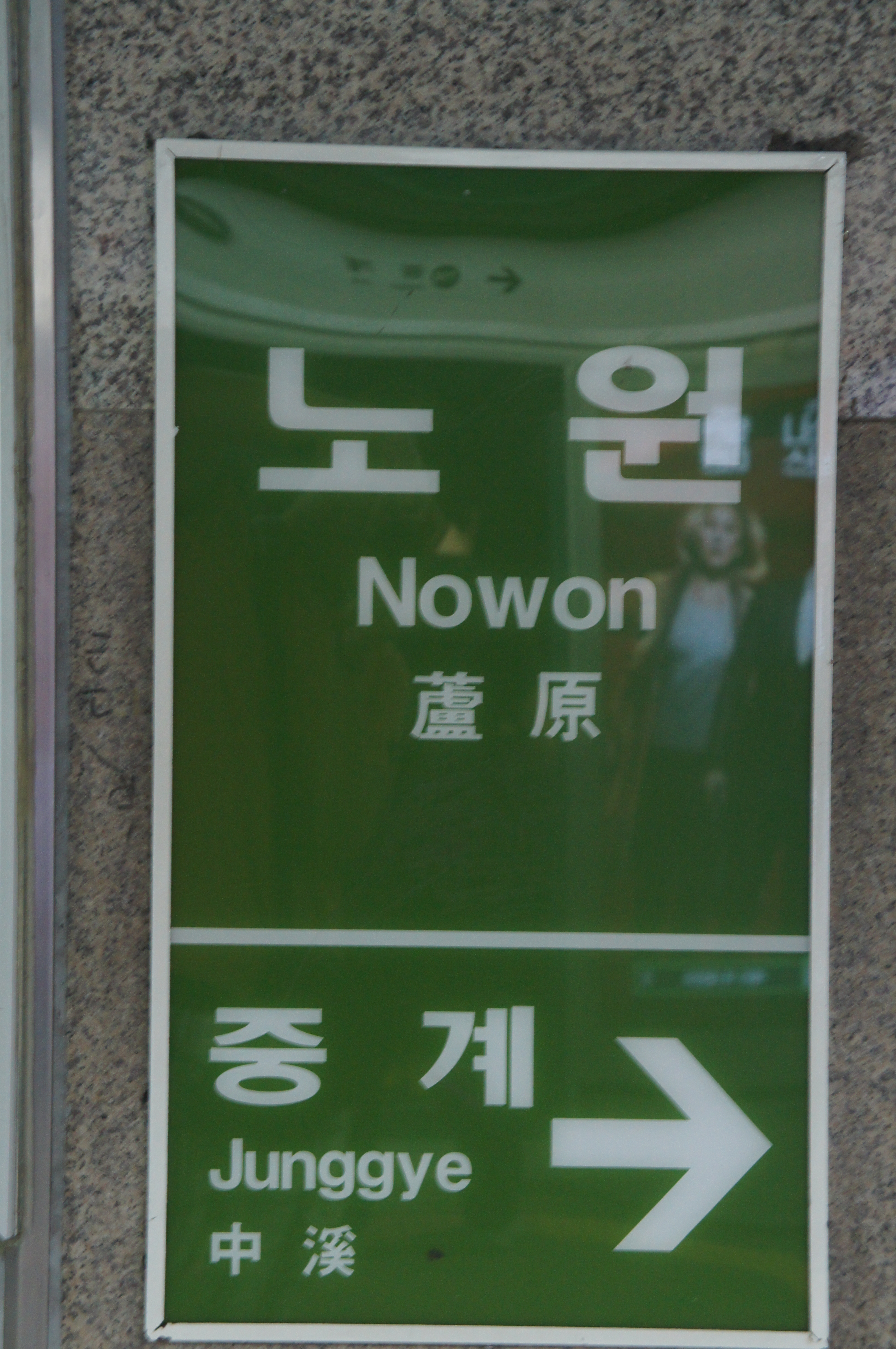
En 2013.
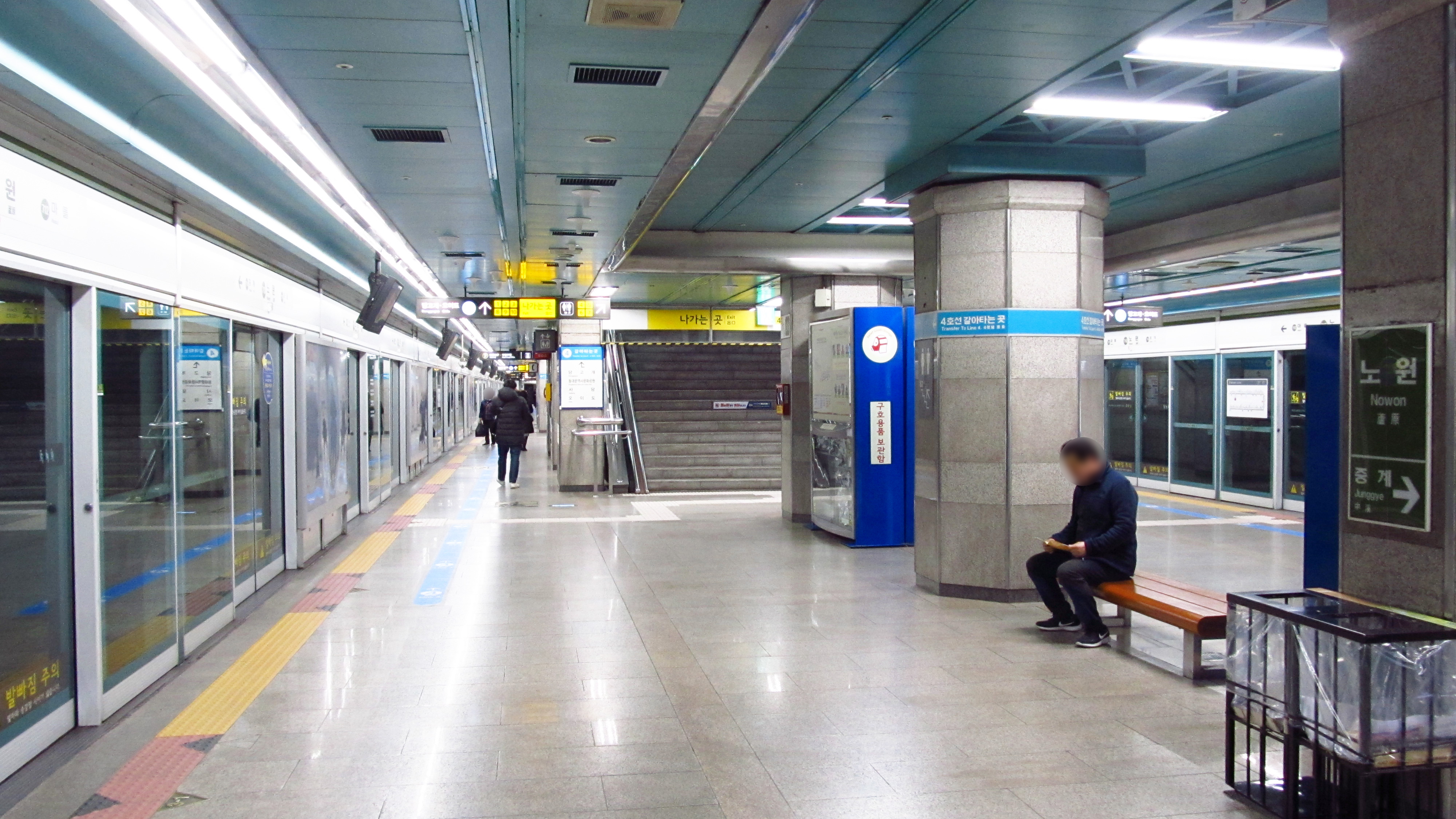
En 2018.

### Intermodalité
Des arrêts de bus sont établis sur les voies routières desservies par les bouches du métro.